# Malaysia Open 1953
Die Malaysia Open 1953 im Badminton fanden im August 1953 in Kuala Lumpur statt. Es war die 12. Austragung der internationalen Titelkämpfe im Badminton von Malaysia.

## Finalergebnisse
| Disziplin    | Sieger                        | Finalist                      | Ergebnis            |
| ------------ | ----------------------------- | ----------------------------- | ------------------- |
| Herreneinzel | Wong Peng Soon                | Lim Koon Yam                  | 15–5, 15–3          |
| Dameneinzel  | Cecilia Samuel                | Baby Low                      | 11–0, 11–3          |
| Herrendoppel | Ong Poh Lim Ismail Marjan     | Chan Kon Leong Abdullah Piruz | 12–15, 15–10, 15–10 |
| Damendoppel  | Cecilia Samuel Phua Yoke Chin | Chia Pik Sim Lim Ee Lian      | 15–5, 15–10         |
| Mixed        | Lee Yew Seng Chia Pik Sim     | Chan Kon Leong Lee Ee Lian    | 9–15, 15–3, 15–8    |